# Алтай (Ханты-Мансийский автономный округ)
Алта́й — село в России, находится в Кондинском районе, Ханты-Мансийского автономного округа — Югры. Входит в состав Сельского поселения Болчары.

## История
Первые архивные упоминания села относятся к 1847 году.
По информации местных краеведов, раньше село Алтай носило название Алтайские юрты.
В тридцатые годы  XX века в селе был открыт рыбоучасток, занимавшийся добычей и приёмкой рыбы от населения и рыбартелей.
Уже в 1943 году в Алтае работала школа.
В 1947 году в селе начала работать метеостанция.
В 1949 году открыт детский сад.
Кроме рыбного участка на территории села производственную деятельность вела звероферма.

## Население
| 2010 |
| ---- |
| 310  |

## Климат
Климат резко континентальный, зима суровая, с сильными ветрами и метелями, продолжающаяся шесть месяцев. Лето относительно тёплое, но быстротечное.